# Teeze (album)
Teeze è il primo album in studio dell'omonimo gruppo musicale hair metal statunitense, pubblicato dalla SMC Records nel 1985.

## Lista tracce
1. Party Hardy
2. Midnight Madness
3. When The Moon Is Full
4. Looking For Action
5. Hellraiser
6. Somewhere Someway
7. Leave Me To Burn
8. Going Away
9. On The Run
10. Crank It Up
11. When The Moon Is Full (live)
12. The Ugly Bitch (live)

## Formazione
- Luis Rivera - voce
- Gregg Malack - chitarra ritmica, cori
- Brian Stover - chitarra, cori
- Dave Weakley - basso, cori
- Kevin Stover - batteria, cori